# Höjdarna
För den amerikanska TV-serien (originaltitel: The Heights), se Höjdarna (amerikansk TV-serie)
Höjdarna är en grupp dockor skapade av Petter Lennstrand. Höjdarna bor uppe på taken i en liten stad. BLA Stockholm skapade dockorna.
Höjdarna spelades in i ett antal segment år 2004, varav delar av dom fungerade som inslag i 2004 års julkalender i Sveriges Television, Allrams höjdarpaket. Mellan 2006 och 2007 visades dom inspelade segmenten i 26 avsnitt på SVT1.

## Höjdarna på DVD
- DVD-utgåva med 2004 års julkalender Allrams höjdarpaket
- Fem dvd-utgåvor som blandar julkalenderns Höjdar-episoder, utan ramberättelsen med Allram Eest, med lika många nyare höjdaravsnitt:
  - Höjdarna: Silvias födelsedag
  - Höjdarna: Plättmysteriet
  - Höjdarna: Rally
  - Höjdarna: Äventyr
  - Höjdarna: Stjärnfall

## Höjdarna på CD
- Höjdarna - Samlade sånger (Musiken från julkalendern)
- Höjdarnas höjdarsånger

På båda albumen finns dessa låtar: Höjdarna, Alltid Isär, Arg, Vi ska höras överallt, Vi är från rymden, Svartsjuk, Klippa, Snälla snö, Bilder, Alla som jag känner, Kung för en dag, Solen, Tittar alla på mig?, Låtsaskompis, På taket, Insnöad.
I julkalender albumet Samlade sånger (Musiken från julkalendern) finns alla låtar ovanför. Men albumet saknar dessa låtar: Picknick, Go Abbe, Poesi, Äventyr & Skräm tillbaka. De finns med i julkalendern men inte i Samlade sånger (Musiken från julkalendern).
Men låtarna som inte finns i julkalendern finns på Höjdarnas höjdarsånger. Tillsammans med tre extra låtar: Silvias födelsedag, Hicka, Jag räcker till.